# Eerste Slag van Beruna
De Eerste Slag van Beruna is een fictieve veldslag in de boekenserie De Kronieken van Narnia, geschreven door C.S. Lewis. Het vond plaats in het Narniaanse jaar 1000 in Narnia (fictieve wereld); het slagveld bevond zich aan de oevers van de Grote Rivier, nabij de voorden van Beruna. Deze slag is de climax van het boek Het betoverde land achter de kleerkast, hoewel het hier niet bij deze naam genoemd wordt.
De slag wordt pas in Prins Caspian genoemd als de Slag van Beruna. Het woord 'Eerste' is toegevoegd door Narnia-wetenschappers om het te onderscheiden van een latere slag die gevochten werd bij Beruna.

## Beschrijving in het boek
De Slag van Beruna wordt uitgevochten tussen de Narnianen (onder leiding van Peter Pevensie) en het leger van de Witte Heks. Het Narniaanse leger bestaat onder meer uit Pratende Dieren, centauren, nimfen en satyrs; de Heks beschikt eveneens over Pratende Dieren en daarnaast onder andere over reuzen, minotaurussen en weerwolven.
Aan het eind van de slag, die door de Narnianen gewonnen wordt, gebruikt Lucy haar met Kerstmis gekregen genezingsdrankje om de zwaargewonde Edmund te genezen. Ook de andere aanwezige gewonden worden door Lucy genezen. De volgende dag kroont Aslan de vier kinderen tot Koningen en Koninginnen van Narnia.

## Filmversies
De Eerste Slag van Beruna komt ook voor in een drietal filmversies. Dit zijn een animatiefilm uit 1979, een BBC-televisieserie en een film uit 2005.